# Cortlandt Street (linea BMT Broadway)
Cortlandt Street, conosciuta anche con il nome di Cortlandt Street-World Trade Center, è una fermata della metropolitana di New York, situata sulla linea BMT Broadway. Nel 2015 è stata utilizzata da 2 713 532 passeggeri.
Dal 2017 la fermata è collegata, all'interno dell'area tornelli, alla stazione Chambers Street-World Trade Center/Park Place delle linee IND Eighth Avenue e IRT Broadway-Seventh Avenue (treni delle linee 2, 3, A, C ed E).

## Storia
La stazione venne aperta il 5 gennaio 1918, come parte del prolungamento verso sud della linea BMT Broadway, la cui prima sezione era stata aperta il 4 settembre 1917. In seguito, fu sottoposta a due ristrutturazioni, una negli anni 1970, e una nel biennio 1998-1999 che rese la stazione accessibile ai portatori di disabilità.
In seguito al crollo del World Trade Center, situato nelle immediate vicinanze, la stazione venne chiusa a casa dei danni subiti. Fu riaperta il 15 settembre 2002, dopo una vasta ristrutturazione. Venne tuttavia chiusa nuovamente il 20 agosto 2005, per permettere la realizzazione del Dey Street Passageway, parte del progetto Fulton Center. Il 25 novembre 2009 fu quindi riaperta la banchina in direzione uptown e il 6 settembre 2011 la banchina in direzione downtown.

## Strutture e impianti
Cortlandt Street è una fermata sotterranea con due binari e due banchine laterali. Le due banchine non sono connesse tra di loro, non permettono quindi di cambiare direzione senza uscire dai tornelli.
Negli anni 1970, la stazione è stata rinnovata, modificandone l'aspetto originario attraverso la sostituzione delle piastrelle e dei mosaici d'epoca e delle lampade a incandescenza con piastrelle anni 70 e lampade fluorescenti. I rivestimenti originari furono poi ripristinati con la ristrutturazione del 1998-1999.
La banchina sud è dotata di un collegamento con il World Trade Center Transportation Hub. Inoltre, fuori dai tornelli, il Dey Street Passageway collega la stazione al Fulton Center.

## Movimento
La stazione è servita dai treni di tre services della metropolitana di New York:
- Linea N Broadway Express, attiva solo di notte;[8]
- Linea R Broadway Local, sempre attiva, tranne di notte;[9]
- Linea W Broadway Local, attiva solo nei giorni feriali esclusa la notte.[10]

## Interscambi
La stazione è servita da diverse autolinee gestite da MTA Bus e NYCT Bus. Inoltre, interscambia con la metropolitana regionale Port Authority Trans-Hudson presso la stazione World Trade Center, situata sotto l'omonimo complesso di uffici.
- Stazione metropolitana
- Fermata autobus